# يوسف طلعت
يوسف عز الدين محمد طلعت، (أغسطس 1914 – ديسمبر 1954) الملقب بجزار الإنجليز في القنال، أحد مجاهدي الإخوان المسلمين في حرب فلسطين، وأُعدم بعد مشاركته فى حادثة المنشية التي نفذها ضد الرئيس جمال عبد الناصر بتدبير محاولة لقتله.

## حياته ونشأته
ولد يوسف طلعت في أغسطس 1914 بمدينة الإسماعيلية، حصل على كفاءة التعليم الأولى، ثم عمل نجارًا، ثم تاجرًا للمحاصيل الزراعية.

## مسيرته
- تعرف على حسن البنا عام 1936م، ومنذ ذلك الوقت ارتبطت حياته بجماعة الإخوان المسلمين، وكان الاهتمام في ذلك الوقت لدى الإخوان بقضية فلسطين، وجهاد الشعب الفلسطيني، وضرورة مؤازرته، والوقوف إلى جانبه بالدعم المالي، وتزويده بالسلاح، وتدريب أفراده، والتعريف بقضيته لجماهير الشعب المصري.

## مسيرته العسكرية
- في ذكرى وعد بلفور سنة 1936م وكان يوم جمعة، وقف خطيبًا بعد الصلاة يصرخ من أعماق قلبه «المسلمون نيام، وفلسطين تحترق» وهتف مكبرًا، واندفع إلى باب المسجد، والجمع خلفه في مظاهرة، تندد باليهود، وكان حدثًا غريبًا وقتها واعتقل يوسف طلعت على إثر تلك المظاهرة، وكان ذلك أول اعتقال له، وأفرج عنهم بكفالة بعد خمسة عشر يومًا، وقام أهل الإسماعيلية يدفعون عنه وزملائه الكفالة.
- في حرب فلسطين قاد يوسف طلعت قافلة تحمل بالإمدادات إلى قوات الجيش المصري المحاصرة في الفالوجا.
- بعد حرب فلسطين تم سجنه في معتقل الطور مع الإخوان الذين شاركوا في حرب فلسطين.

## إعدامه
أعدم في ديسمبر عام 1954 بعد اتهامه في حادثة المنشية وقد قال يومها وهو على منصة الإعدام : «"اليوم أقابل ربي هو عني راض، اللهم اهد قومي فإنهم لا يعلمون، اللهم سامحني، وسامح من ظلمني"» . في الصباح دخلت الإسماعيلية مصفحتان تحملان جثماني يوسف طلعت، والشيخ محمد فرغلي، ومنعوا الناس من السير في جنازتهما.[بحاجة لمصدر]